# رقابة دينية

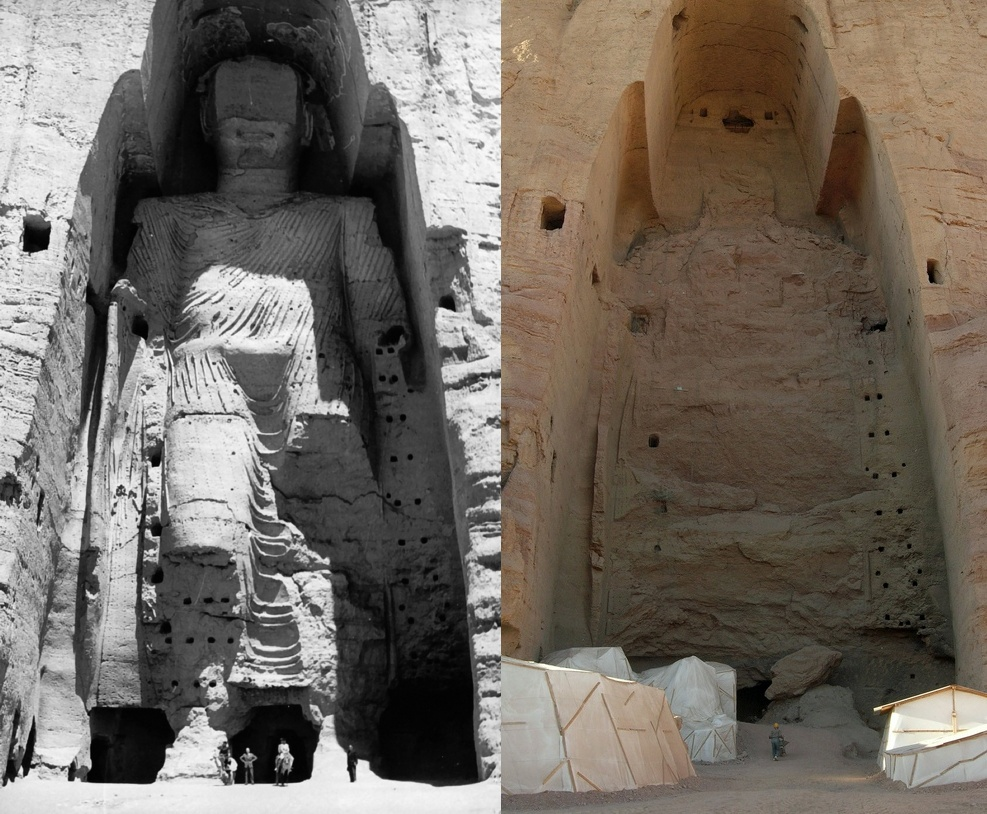
دمرت طالبان تمثال بوذا باميان في 2001.

الرقابة الدينية هي شكل من أشكال الرقابة حيث تقيد حرية التعبير أو يتحكم بها باستخدام السلطة الدينية أو على أساس تعاليم الدين. هذا الشكل من الرقابة له تاريخ طويل ويمارس في العديد من المجتمعات ولدى العديد من الديانات. ومن الأمثلة على ذلك مرسوم كومبيين، ودليل الكتب المحرمة (قائمة الكتب المحظورة) وحظر رواية سلمان رشدي (آيات شيطانية) من قبل الزعيم الإيراني آية الله روح الله الخميني.
كما يمكن أن تتجلى الرقابة الدينية في تدمير الآثار والنصوص التي تخالف أو تتعارض مع الدين الذي يمارسه الظالمون، مثل محاولات فرض الرقابة على سلسلة كتب هاري بوتر. إن تدمير الأماكن التاريخية هو شكل آخر من أشكال الرقابة الدينية. إحدى حوادث الرقابة الدينية المذكورة كانت تدمير تماثيل بوذا في باميان في أفغانستان على يد إسلاميين متطرفين كجزء من هدفهم الديني المتمثل في اضطهاد دين آخر.

## نظرة عامة
تعرف الرقابة الدينية على أنها عملية قمع الآراء التي تتعارض مع آراء الدين المنظم. وعادة ما تجرى على أساس الكفر أو الهرطقة أو تدنيس المقدسات أو المعصية - حيث يُنظر إلى العمل الخاضع للرقابة على أنه فاحش أو يتحدى عقيدة أو ينتهك أحد المحرمات الدينية. غالبًا ما يكون الدفاع ضد هذه الاتهامات صعبًا لأن بعض التقاليد الدينية تسمح فقط للسلطات الدينية (رجال الدين) بتفسير العقيدة وعادةً ما يكون التفسير عقائديًا. على سبيل المثال، حظرت الكنيسة الكاثوليكية مئات الكتب لهذه الأسباب واحتفظت بفهرس الكتب المحرمة (قائمة الكتب المحظورة)، ومعظمها كتابات اعتبرها المكتب المقدس للكنيسة خطرة، حتى إلغاء الفهرس في عام 1965.

## في المسيحية
أدى اختراع يوهانس غوتنبرغ للمطبعة حوالي عام 1440 إلى تغيير طبيعة نشر الكتب. اعتبارًا من القرن السادس عشر، حاولت الكنيسة والحكومات في معظم الدول الأوروبية تنظيم الطباعة والسيطرة عليها. فرضت الحكومات ضوابط على الطابعات في جميع أنحاء أوروبا، مطالبة إياها بالحصول على تراخيص رسمية لتجارة وإنتاج الكتب. في عام 1557، كان التاج البريطاني يهدف إلى وقف تدفق المعارضة من خلال استئجار شركات القرطاسية. واقتصر حق الطباعة على الجامعتين (أكسفورد وكامبريدج) والمطابع الـ 21 الموجودة في مدينة لندن. في فرنسا، تضمن مرسوم شاتوبريان عام 1551 أحكامًا لتفريغ وفحص جميع الكتب المجلوبة إلى فرنسا. طبق مرسوم كومبيين 1557 عقوبة الإعدام على الزنادقة وأدى إلى حرق سيدة نبيلة على المحك.
أصدر البابا بولس الرابع النسخة الأولى من دليل الكتب المحرمة (قائمة الكتب المحظورة) في عام 1559، وأجريت مراجعات متعددة عليه على مر السنين.
بعض الأعمال المذكورة في فهرس الكتب المحرمة هي كتابات ديزيديريوس إيراسموس، وهو عالم كاثوليكي جادل بأن الفارزة جوهانيوم ربما تكون مزورة، والكتاب في دورات الكواكب السماوية وهي أطروحة كتبها نيكولاس كوبرنيكوس تجادل حول مدار مركزية الشمس للأرض، وكلاهما يعملان في ذلك الوقت تناقض مع الموقف الرسمي للكنيسة بشأن قضايا معينة.
ظهرت الطبعة النهائية (العشرون) في عام 1948، وألغيت رسميًا في 14 يونيو 1966 من قبل البابا بولس السادس. لكن الواجب الأخلاقي للمؤشر لم يلغ، بحسب مجمع عقيدة الإيمان. علاوة على ذلك، ينص القانون الكنسي لعام 1983 على أن الأساقفة لديهم واجب وحق في مراجعة المواد المتعلقة بالإيمان أو الأخلاق قبل نشرها.
في عام 1992 جرى منع دخول رواية الإنجيل يرويه المسيح لجوزيه ساراماغو في جائزة أريستيون الأدبية الأوروبية من قبل وكيل وزارة الخارجية البرتغالية للثقافة بسبب ضغوط من الكنيسة الكاثوليكية.

## في المجتمعات الإسلامية

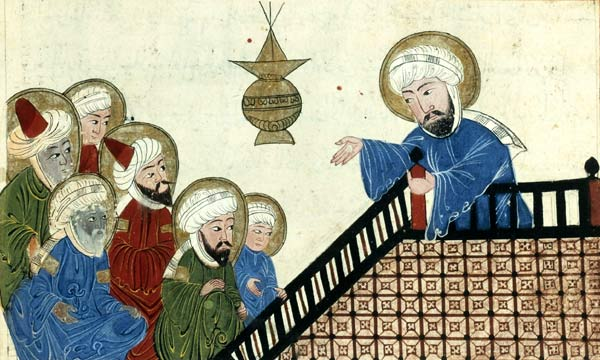
صفحة من نسخة مصورة من كتاب للبيروني ترجع إلى القرن الخامس عشر، تصور محمدًا في حجة الوداع. كانت هذه الصورة موضوع التماس عام 2008 لإزالتها من ويكيبيديا.

على الرغم من أنه لا يوجد شيء في القرآن يفرض صراحة الرقابة، فقد تم تنفيذ منهجية مماثلة في ظل الأنظمة الثيوقراطية الإسلامية، مثل الفتوى (الحكم الديني) ضد رواية آيات شيطانية، التي تأمر بإعدام المؤلف بتهمة الكفر.
لدى بعض المجتمعات الإسلامية شرطة دينية، تقوم بمصادرة المنتجات الاستهلاكية المحظورة ووسائل الإعلام التي تعد غير إسلامية، مثل الأقراص المضغوطة/أقراص الفيديو الرقمية لمختلف المجموعات الموسيقية الغربية والبرامج التلفزيونية والأفلام. في المملكة العربية السعودية، عملت الشرطة الدينية على منع ممارسة أو التبشير بالديانات غير الإسلامية داخل الجزيرة العربية، حيث يتم حظرها. وشمل ذلك حظر فيلم آلام المسيح.
أمثلة على الرقابة الإسلامية:
- أثارت صور محمد جدلًا ورقابة كبيرة في العقد الأول من القرن الحادي والعشرين، بما في ذلك الصورة المجاورة.
- جوهرة المدينة، عمل روائي تاريخي خضع للرقابة قبل النشر.

## في اليهودية
فرضت الرقابة طوال تاريخ نشر الكتب اليهودية على أعمال مختلفة أو جرى حظرها. ويمكن تقسيمها إلى فئتين رئيسيتين: الرقابة من قبل حكومة غير يهودية، والرقابة الذاتية. يمكن أن تتم الرقابة الذاتية إما من قبل المؤلف نفسه، أو من قبل الناشر، خوفًا من الأمميين أو من رد فعل الجمهور. هناك تمييز مهم آخر يجب القيام به، وهو بين الرقابة التي كانت موجودة بالفعل على المخطوطات، قبل اختراع المطبعة، والرقابة الأكثر رسمية بعد اختراع المطبعة.

### الرقابة الحكومية غير اليهودية
تمت كتابة العديد من الدراسات حول الرقابة وتأثيرها على نشر الكتب اليهودية. على سبيل المثال، ظهرت دراسات حول الرقابة على الكتب اليهودية عندما بدأ نشرها لأول مرة في إيطاليا في القرنين الخامس عشر والسادس عشر. وقد كتبت دراسات أخرى عن الرقابة التي فرضتها الحكومة القيصرية في روسيا في القرن التاسع عشر.
كان العديد من مراقبي الكتب اليهودية الرسميين التابعين للحكومة المسيحية من المرتدين اليهود. وكان السبب الرئيسي لذلك هو معرفتهم باللغة العبرية، وخاصة العبرية الحاخامية.
وفي روسيا القيصرية في القرن التاسع عشر، صدر مرسوم يمنع نشر الكتب اليهودية إلا في مدينتين، فيلنيوس وجيتومير.

### الرقابة من قبل السلطات الدينية اليهودية
المشناه (السنهدرين 10: 1) يحظر قراءة الكتب غير الكتابية (ספרים חיצונים). يشرح التلمود هذا على أنه يعني كتاب بن سيراه (سيراخ). في أوائل القرن الثالث عشر، منع بعض الزعماء اليهود الفرنسيين والإسبان من قراءة الكتاب الفلسفي دليل الحائرين لميمونيدس حتى يكبر المرء، بسبب الخطر الملحوظ للفلسفة. لقد منع تعلم الفلسفة حتى سن الأربعين. طبق نفس القيد لاحقًا على الكابالا في القرن الخامس عشر. في عشرينيات القرن الثامن عشر، حظرت الأعمال القبالية للحاخام موشيه حاييم لوزاتو من قبل الزعماء الدينيين. في تسعينيات القرن السابع عشر، حظر كتاب (بري كاداش) في مصر لمجادلته في السلطات السابقة.
في العصر الحديث، عندما أصبحت الرقابة الحكومية على الكتب اليهودية غير شائعة، خضعت الكتب بشكل أساسي للرقابة الذاتية، أو حظرت من قبل السلطات الدينية اليهودية الأرثوذكسية. ويشير مارك شابيرو إلى أنه ليست كل الكتب التي يعتبرها اليهود الأرثوذكس هرطقة محظورة؛ فقط تلك الكتب التي يوجد خطر أن يقرأها اليهود الأرثوذكس محظورة.